# Eva Georgii-Hemming
Eva Magdalena Georgii-Hemming, född 1 juli 1960 i Åmåls stadsförsamling i dåvarande Älvsborgs län, är en svensk musikvetare och professor.
Eva Georgii-Hemming flyttade som barn med föräldrarna till Landsbro utanför Vetlanda i Småland. Hon är dotter till arkitekten Gösta Georgii-Hemming och Ing-Britt, ogift Nilsson, samt sondotter till hovrättsnotarien Fritz Georgii-Hemming och kusin till litteraturvetaren Bo Georgii-Hemming.
Hon disputerade 2005 på avhandlingen Berättelsen under deras fötter – fem musiklärares livshistorier och är numera professor i musikvetenskap på Musikhögskolan vid Örebro universitet. Hennes publikationer rör sociologiska och musikpedagogiskt filosofiska aspekter av musik och jämlikhet samt musikutbildning.